# 下山英哉
下山 英哉（しもやま ひでや、1969年7月7日 - ）は、南日本放送の社員。元アナウンサー。
元NKT日本海テレビ、ザ・ゴルフ・チャンネルのアナウンサー。血液型はA型。

## 略歴
- 東京都大田区出身。青山学院大学法学部公法学科卒。1992年、髙島屋に入社。東京店スポーツ用品部に配属。
- 1995年、鹿児島のMBC南日本放送にアナウンサーとして入社。MBCではスポーツを中心に報道、バラエティーなど、テレビ、ラジオで幅広く担当。
- 駅伝の実況でアノンシスト賞（九州・沖縄地区）スポーツ実況部門で優秀賞を受賞。民放95社出演推薦パーソナリティとして映画「F」に出演。「吹上浜砂の祭典」では砂像になったことがある。
- 2003年9月、アメリカフロリダ州にあるゴルフ専門チャンネルゴルフチャンネルにアナウンサーとして入社。LPGAツアーやネーションワイドツアーなどのトーナメント中継の実況アナウンサー。また、プロデューサー兼インタビューアーとして日本人選手などとのトーク番組の制作なども担当。東京スポーツにゴルフコラムも寄稿していた。
- 2009年9月に帰国。鳥取県の日本海テレビにアナウンサーとして入社し、同局の情報番組「スパイス!!」のメインMCを担当することとなった。番組の企画で東京マラソン2014に出走し5時間22分46秒で完走。出走決定から当日のフィニッシュまでドキュメンタリー番組としても放送された。
- 2011年より、スカパー！Ｊリーグ中継・ガイナーレ鳥取のホームゲームの実況・リポーターを担当。応援番組「週刊ガイナーレ」では緑メガネをかけて選手・監督を直撃するナビゲーター。
- 2014年より鳥取大学の「公共メディア現場論」非常勤講師として教壇にも立っていた。
- 後に報道制作部次長(アナウンス責任者)を経て、2017年4月に古巣のMBCに復帰し、後にアナウンス部長に就任。

## 現在の出演番組
2022年4月の異動で福岡支社勤務になり、テレビ、ラジオ共に出演することは無くなった。

## 過去の出演番組

### ゴルフチャンネル
- ソルハイムカップ
- ゴルフトーク　世界ゴルフ殿堂・岡本綾子
- ゴルフトーク　宮里藍2006
- ゴルフトーク　宮里藍2007
- ゴルフトーク　上田桃子2008
- 宮里藍アメリカツアーへの挑戦　クウォリフィングトーナメント
- ライダーカップ2008
- ライダーカップ2006　プレビューショー
- 全米プロゴルフ選手権2007
- LPGAツアー
- ネーションワイドツアー
- ゴルフトーク

### 南日本放送（2022年3月まで）

#### ラジオ
- 城山スズメ
- スポーツパニック
- ラジオ天国ちゃんときいてナイト
- えっちゃん・ひで坊のサタデービュッフェ
- ピーマン・ピーマン
- ミュージッククルーズ　ばらっどばらっどばらっど
- 古藤田康夫のゴルフワンポイントレッスン
- 高校野球県大会決勝、駅伝などのスポーツ実況
- ゆうぐれエクスプレス（2022年3月まで、月曜日担当）
- 三菱スポーツトピックス

#### テレビ（２０２２年３月まで）
- ふるさとワンダフル（初代MC）
- MBCニューズナウ（スポーツキャスター、代理キャスター[1]）
- かごしま4（キャスター）
- MBCニュース
- 衆議院参議院選挙 事務所中継
- カシオワールドオープン
- ラグビー早慶戦鹿児島大会
- 全国高校ラグビー鹿児島県大会決勝
- 全国高校サッカー鹿児島大会決勝
- 高校総体バスケットボール決勝リーグ
- 鹿児島県テニス選手権決勝
- 全日本少林寺流空手道連盟錬心舘全国空手道大会
- 選抜女子駅伝北九州大会（RKB毎日放送制作）
- 大分国際車いすマラソン（OBS大分放送制作）

### 日本海テレビ
- スパイス!! - メインMC（2009年10月3日～）
- 週刊ガイナーレ - ナビゲータ－（2011年1月22日～）
- NKTニュース

### その他
- スカパー！Ｊリーグ中継(2011年3月～）